# Eppioides malaya
Eppioides malaya är en insektsart som beskrevs av Morgan Hebard 1922. Eppioides malaya ingår i släktet Eppioides och familjen vårtbitare. Inga underarter finns listade i Catalogue of Life.